# Flod (typografi)
| -Tappet var störst innan MP lämnade regeringen. Vi såg tendenser på att stödet ökade något när man lämnade regeringen men det är inte statistiskt säkerställt, säger Novus vd Torbjörn Sjöström, som även noterar att S har tagit väljare från MP, V, C, M och SD. |
| Exempel från SVT Text som det såg ut den 9 december 2021. |
| |
| Markering vid korrekturläsning. |

En flod är en typografisk effekt i en satt text där ordmellanrum kommer över varandra i flera påföljande rader. Floder är oönskade, då de riktar om uppmärksamheten från textens innehåll till dess grafiska utseende.
En flod där mellanrummen kommer rakt ovanför varandra gör att texten ser ut att bestå av två kolumner. Är de inte placerade precis rakt ovanför varandra skapar de ett böljande mellanrum som blir flodliknande och givit effekten dess namn. Det finns ordbehandlare och typsättningssystem där avstånden mellan bokstäver och ord kan kontrolleras för att undvika att flodeffekten uppstår. Vid korrekturläsning hittas floder enklare om sidan vänds upp och ner och ögnas nerifrån och upp, eftersom orden inte blir lika läsbara och granskaren enklare kan fokusera på utseendet. Effekten kan också skapa mer utbredda områden med gles text; dessa kallas då hål eller sjöar.